# Japan Open 1977
Die Japan Open 1977 im Badminton fanden Ende Januar 1978 als Einladungswettkampf im Olympic Stadium in Tokio statt. Es war die 7. Auflage des Turniers. Es wurden nur vier Disziplinen gespielt, die Mixedkonkurrenz wurde nicht ausgetragen.

## Finalergebnisse
| Disziplin    | Sieger                         | Finalist                       | Ergebnis           |
| ------------ | ------------------------------ | ------------------------------ | ------------------ |
| Herreneinzel | Thomas Kihlström               | Flemming Delfs                 | 9-15, 15-13, 15-10 |
| Dameneinzel  | Lene Køppen                    | Saori Kondo                    | 12-10, 11-5        |
| Herrendoppel | Steen Skovgaard Flemming Delfs | Nobutaka Ikeda Shoichi Toganoo | 15-9, 15-2         |
| Damendoppel  | Inge Borgstrøm Lene Køppen     | Emiko Ueno Yoshiko Yonekura    | 18-13, 15-9        |